# Charbin
Charbin – osada w Polsce położona w województwie wielkopolskim, w powiecie słupeckim, w gminie Powidz, nad jeziorem Niedzięgiel.
W latach 1975–1998 miejscowość administracyjnie należała do województwa konińskiego.
We wsi znajduje się zabytkowy zespół pałacowy wpisany do krajowego rejestru zabytków pod numerem
nr rej.: 335/77 z 21.05.1984 roku. W jego skład wchodzi pałac z 1869 roku (z późniejszymi zmianami) oraz park z końca XIX wieku.